# Tobias Simon
Tobias Simon (* 15. August 1992 in Titisee-Neustadt) ist ein deutscher Nordischer Kombinierer.

## Werdegang
Sein internationales Debüt gab Simon, der bereits mit sieben Jahren 1999 mit dem Kombinationssport begann, bei FIS-Wettbewerben im September 2006 in Winterberg. Am 3. März 2007 gewann er den Junioren-Gundersen-Wettkampf in Toblach. Ab September 2008 startete Simon im Alpencup der Nordischen Kombination. Bereits im Oktober erreichte er dabei in Oberstdorf seine erste Top-10-Platzierung in dieser Serie. Am 10. Januar 2009 folgte sein Debüt im Continental Cup der Nordischen Kombination in Klingenthal. Mit den Plätzen 37 und 33 verpasste er die Punkteränge dabei nur knapp. Bis zum Ende des Winters startete er weiter im Alpencup und stand dabei in Liberec erstmals auf dem Podium. Beim folgenden Europäischen Olympischen Winter-Jugendfestival 2009 in Szczyrk gewann Simon nach Bronze im Sprint und Platz fünf im Gundersen-Einzel gemeinsam mit Otto Schall und Manuel Faißt die Goldmedaille im Teamwettbewerb.
Im August 2009 startete Simon in Einsiedeln erstmals im Grand Prix der Nordischen Kombination und erreichte beim Gundersen-Einzel mit Rang 16 auf Anhieb die Punkteränge. Es blieb jedoch der einzige Start in seiner ersten Saison in dieser Serie, die er als 35. der Gesamtwertung beendete. In den Winter 2009/10 startete er wieder im Alpencup, bevor er Ende Januar 2010 in Bischofshofen wieder im Continental Cup zum Einsatz und erreichte dabei zweimal die Punkteränge. Trotz dieses Achtungserfolges verblieb Simon ein weiteres Jahr im Alpencup. Im Januar bekam er einen festen Startplatz im Continental Cup, konnte sich aber nur schwer in den Punkterängen platzieren. Erst in Szczyrk und Kranj gelang ihm dies viermal in Folge. In der Folge startete Simon erneut im Alpencup und feierte im November in Ramsau am Dachstein als Zweiter erneut einen Podestplatz. Zurück im Continental Cup schaffte er es im türkischen Erzurum zweimal unter die besten zehn. Bei den folgenden Junioren-Weltmeisterschaften 2012 in Erzurum gewann er mit der Mannschaft Bronze. In den Einzelwettbewerben erreichte er zwei gute Platzierungen unter den besten zwanzig.
Nachdem er im Sommer 2012 einen erfolgreichen Sommer-Grand-Prix mit Gesamtrang 22 bestritten hatte, bekam Simon für den Winter 2012/13 einen Startplatz im Weltcup der Nordischen Kombination. Nachdem er Ende November in Lillehammer noch knapp hinter den Punkterängen landete, sammelte er mit Rang 30 in Kuusamo seinen ersten Weltcup-Punkt. Weitere Punkte sammelte er im Februar beim Weltcup von Almaty, bei dem jedoch große Teile der Weltspitze nicht dabei waren. Am Ende erreichte er Rang 55 in der Gesamtweltcup-Wertung. Nachdem er im Sommer beim Grand Prix von Oberwiesenthal und Oberstdorf ohne einen Punktgewinn geblieben war, bekam er für die Saison 2013/14 keinen Weltcup-Startplatz. So begann der Winter für ihn mit dem Start bei der Winter-Universiade 2013 in Predazzo. Weder in den Einzelwettbewerben noch im Teamwettbewerb gelang ihm dabei der Gewinn einer Medaille. Wenige Tage nach der Universiade reiste er zum Weltcup nach Schonach. Dort blieb er wie auch im folgenden Weltcup von Tschaikowski ohne Punkteerfolg. Daraufhin wechselte Simon zurück in den Continental Cup.
Am 24. Januar 2015 gelang Simon in Planica sein erster Continental-Cup-Sieg. Bei der folgenden Winter-Universiade 2015 in Štrbské Pleso gewann er im Teamwettbewerb gemeinsam mit Johannes Wasel und David Welde die Goldmedaille. Zuvor lag er auch im Einzelwettbewerb nach dem Springen vorn, wurde aber nach schwachem Langlauf am Ende nur Neunter. Im Februar wurde er Siebenter beim Continental Cup in Klingenthal. Nachdem er die Continental-Cup-Saison als Neunter beendet hatte, kam er im Sommer einmal im Grand Prix zum Einsatz und sammelte als 16. erneut Punkte. Ende August wurde er bei den Deutschen Meisterschaften Sechster. In der Saison 2015/16 gewann Simon in Pyeongchang seinen zweiten Continental Cup. 2017 gewann Simon bei der Winter-Universiade im kasachischen Almaty Silber im Massenstart. Daneben belegte er mit dem deutschen Team den vierten Platz. Er komplettierte außerdem das Team der Skispringer und verhalf ihnen so zu einem fünften Platz.

## Erfolge

### Continental-Cup-Siege im Einzel
| Nr. | Datum             | Ort           | Disziplin             |
| --- | ----------------- | ------------- | --------------------- |
| 1.  | 24. Januar 2015   | Planica       | Gundersen HS139/10 km |
| 2.  | 23. Januar 2016   | Pyeongchang   | Gundersen HS109/10 km |
| 3.  | 17. Dezember 2016 | Klingenthal   | Gundersen HS140/10 km |
| 4.  | 11. März 2017     | Nischni Tagil | Gundersen HS109/10 km |
| 5.  | 12. März 2017     | Nischni Tagil | Gundersen HS139/10 km |

## Statistik

### Weltcup-Platzierungen
| Saison  | Platz | Punkte |
| ------- | ----- | ------ |
| 2012/13 | 55.   | 22     |
| 2017/18 | 42.   | 38     |

### Grand-Prix-Platzierungen
| Saison | Platz | Punkte |
| ------ | ----- | ------ |
| 2009   | 35.   | 15     |
| 2012   | 22.   | 95     |
| 2015   | 32.   | 15     |
| 2016   | 28.   | 27     |

### Continental-Cup-Platzierungen
| Saison  | Platz | Punkte |
| ------- | ----- | ------ |
| 2009/10 | 100.  | 007    |
| 2010/11 | 066.  | 050    |
| 2011/12 | 047.  | 091    |
| 2012/13 | 082.  | 021    |
| 2013/14 | 016.  | 205    |
| 2014/15 | 009.  | 347    |
| 2015/16 | 006.  | 463    |
| 2016/17 | 003.  | 467    |
| 2017/18 | 005.  | 579    |

## Privates
Simon lebt in Breitnau und hat drei Schwestern.